# اللطائف (مجلة)
مجلة اللطيف هي مطبوعة ماسونية مصرية شهرية كانت موجودة في الفترة ما بين عامي 1885 و1896. وكان مقرها الرئيس في القاهرة.

## التاريخ والملف الشخصي
تأسست مجلة اللطائف في القاهرة سنة 1885 بهدف تحسين الأنشطة الماسونية في مصر. وكان رئيس تحريرها ومؤسسها هو شاهين مكاريوس زوج مريم نمر شقيقة الصحفي فارس نمر. صدرت المجلة عن دار نشر فارس نمر والتي كانت تمتلك أيضًا صحيفة بعنوان المقطم.
صدرت مجلة اللطيف شهريًّا واحتوت على العديد من المقالات عن المرأة، بما في ذلك السير الذاتية للنساء الرائدات. كما غطت الكتابات حول البحث عن التقدم، والدفاع عن الحريات الفردية، ورفض الاستخدام القمعي للسلطة، واحترام القوانين التي تحكم المجتمع، والرحمة بالضعفاء، وتحرير المرأة من الحجاب. نٌوقشَت كل هذه المواضيع على أساس مبادئ الماسونية. وقد لعبت المجلة دورًا هامًّا في كشف هوية المرأة المصرية. وتضمنت المجلة أيضًا قصصًا قصيرة.
كانت مريم نمر من بين المساهمين في مجلة اللطائف حتى وفاتها عام 1898. وكان من بين المساهمين الرئيسين الآخرين أمير أمين أرسلان وسلمى قسطلي. توقفت مجلة اللطائف في عام 1896.